# Pierrevillers
Pierrevillers település Franciaországban, Moselle megyében. Lakosainak száma 1460 fő (2022. január 1.). Pierrevillers Amnéville, Marange-Silvange és Rombas községekkel határos.

## Népesség
A település népességének változása:
| Lakosok száma | 1463 | 1372 | 1365 | 1441 | 1514 | 1517 | 1509 | 1498 | 1495 | 1460 |
|               | 1968 | 1982 | 1990 | 2006 | 2013 | 2015 | 2017 | 2019 | 2020 | 2022 |